# 縣道191號
縣道191號（德陽－東城），全線均位於宜蘭縣境內，北起礁溪鄉德陽接國道五號頭城交流道，南至冬山鄉東城，全長共計23.225公里，為國道5號宜蘭縣路段之側車道。

## 支線

### 甲線
縣道191甲線（頂埔－美城），全線均位於宜蘭縣境內，北起頭城鎮頂埔，南至壯圍鄉美城，全長共計8.707公里

### 乙線
縣道191乙線（美城－宜蘭），全線均位於宜蘭縣境內，北起壯圍鄉美城，南至宜蘭市壯七，全長共計3.942公里。
起點銜接新縣道191號岔路，路線先往東與縣道192號、縣道191甲線共線450公尺，至大福路三段與美功路口後往南沿原縣道191號（美功路一段）往宜蘭市區，於2.1公里處行經七張橋（自縣道191號橋下通過），於2.9k處與台9線交岔，過台9線後即為延平路，終點銜接台7線（東港路二段與延平路口），里程為3.942k。

## 歷史沿革
2018年1月12日交通部公告調整宜蘭縣轄內縣道190號等共計7條公路路線。
- 原縣道191號全線解編，原路段分別改編為新縣道191甲線、縣道191乙線。
- 原縣道191甲線全線解編，原路段併入新縣道191號。
- 新縣道191號起點銜接宜蘭縣礁溪鄉砂港路，往南沿國道五號橋下道路至終點銜接冬山鄉香中路，全長23.225公里。

## 行經行政區域
主線
全線均位於宜蘭縣境內。
| 礁溪鄉                                                                | 頭城交流道                                                          | 0.000  | 國道五號                            | 公路起點 國道五號僅設南出北入     |
| 礁溪鄉                                                                | 德陽                                                                | 1.099  | 宜4線                               |                                   |
| 礁溪鄉                                                                | 淇武蘭                                                              | －     | 宜2線                               | 僅設南出北入                      |
| 礁溪鄉                                                                | － 與國道五號一同過河（非共構），跨越宜2線、得子口溪                |        |                                     |                                   |
| 礁溪鄉                                                                | 茅埔                                                                | －     | 宜6線                               |                                   |
| 礁溪鄉                                                                | 踏踏                                                                | －     | （地區道路）                        |                                   |
| 礁溪鄉                                                                | 瑪璘                                                                | －     | （地區道路）                        |                                   |
| 礁溪鄉                                                                | 武暖                                                                | 5.099  | 宜8線                               |                                   |
| 壯圍鄉                                                                | 宜蘭交流道                                                          | －     | 國道五號                            | 僅設北出南入 國道五號僅設南出北入 |
| 壯圍鄉                                                                | 抵美                                                                | －     | （地區道路）                        |                                   |
| 壯圍鄉                                                                | 美城                                                                | 6.499  | 縣道191甲線／縣道191乙線／縣道192號 | 縣道191甲線終點 縣道191乙線起點   |
| 壯圍鄉                                                                | 羅罕                                                                | －     | （地區道路）                        |                                   |
| 宜蘭市                                                                | 七張                                                                | 7.324  | 宜12線                              | 僅設南出北入                      |
| 宜蘭市                                                                | 7.961 與國道五號一同過河（非共構），跨越宜12線、縣道191乙線、宜蘭河 |        |                                     |                                   |
| 宜蘭市                                                                | 壯七                                                                | 8.729  | 台7線                               |                                   |
| 宜蘭市                                                                | 壯四                                                                | 9.394  | 宜14線                              |                                   |
| 宜蘭市                                                                | 壯圍市區                                                            | －     | （地區道路）                        |                                   |
| 宜蘭市                                                                | 壯圍市區                                                            | －     | 縣道190號                           | 0                                 |
| 壯圍鄉                                                                | 美福                                                                | －     | 縣道190號                           |                                   |
| 壯圍鄉                                                                | 宜蘭交流道                                                          | －     | 國道五號                            | 僅設南出北入 國道五號僅設北出南入 |
| 壯圍鄉                                                                | 美福                                                                | －     | （地區道路）                        |                                   |
| 壯圍鄉                                                                | 美福                                                                | 11.525 | 宜18線                              | 0                                 |
| 壯圍鄉                                                                | 南興                                                                | 11.525 | 宜18線                              | 0                                 |
| 壯圍鄉                                                                | 南興                                                                | －     | 宜16線                              | 僅設南出北入                      |
| － 與國道五號一同過河（非共構），跨越宜16線、蘭陽溪、宜22線、二結排水 |                                                                     |        |                                     |                                   |
| 五結鄉                                                                | 水尾社                                                              | －     | 宜22線                              | 僅設北出南入                      |
| 五結鄉                                                                | 下三結                                                              | 14.345 | 宜25線                              |                                   |
| 五結鄉                                                                | 頂三結                                                              | 14.345 | 宜25線                              |                                   |
| 五結鄉                                                                | 羅東交流道                                                          | －     | 國道五號                            | 僅設北出南入 國道五號僅設南出北入 |
| 五結鄉                                                                | 下五結                                                              | 15.524 | 宜24線                              |                                   |
| 五結鄉                                                                | 五結市區                                                            | 16.084 | 縣道196號                           |                                   |
| 五結鄉                                                                | 五結市區                                                            | －     | 縣道196甲線                         |                                   |
| 五結鄉                                                                | 羅東交流道                                                          | －     | 國道五號                            | 僅設南出北入 國道五號僅設北出南入 |
| 羅東鎮                                                                | 打那岸                                                              | 17.712 | 台7丙線                             |                                   |
| 羅東鎮                                                                | 月眉                                                                | －     | 宜25線                              |                                   |
| 冬山鄉                                                                | 武淵                                                                | －     | （無）                              |                                   |
| 冬山鄉                                                                | 19.0 與國道五號一同過河，跨越冬山河                                 |        |                                     |                                   |
| 冬山鄉                                                                | 三堵                                                                | －     | （地區道路）                        |                                   |
| 冬山鄉                                                                | 補城地                                                              | －     | （地區道路）                        |                                   |
| 冬山鄉                                                                | 補城地                                                              | 21.125 | 宜30線                              | 0                                 |
| 冬山鄉                                                                | 奇武荖                                                              | 21.125 | 宜30線                              | 0                                 |
| 冬山鄉                                                                | 奇武荖                                                              | －     | （地區道路）                        |                                   |
| 冬山鄉                                                                | 東城                                                                | 23.225 | （地區道路）                        | 公路終點                          |
| 共線 半套匝道                                                         |                                                                     |        |                                     |                                   |

甲線
全線均位於宜蘭縣境內。
| 頭城鎮        | 頂埔                     | 0.000 | 台2庚線                            | 公路起點                                                           |
| 頭城鎮        | － 平交道 平面交會宜蘭線 |       |                                    |                                                                    |
| 頭城鎮        | 下埔                     | －    | （地區道路）                       |                                                                    |
| 頭城鎮        | 下埔                     | －    | （地區道路）                       | 0                                                                  |
| 頭城鎮        | 中崙                     | －    | （地區道路）                       | 0                                                                  |
| 頭城鎮        | 中崙                     | －    | 宜3-3線                            | 宜3-3線終點                                                        |
| 頭城鎮        | －                       |       |                                    |                                                                    |
| 頭城鎮        | 二圍                     | －    | （地區道路）                       |                                                                    |
| －            |                          |       |                                    |                                                                    |
| 礁溪鄉        | 大塭                     | －    | （地區道路）                       |                                                                    |
| 礁溪鄉        | 大塭                     | －    |                                    |                                                                    |
| 礁溪鄉        | 大塭                     | 3.397 | 宜4線                              | 0                                                                  |
| 礁溪鄉        | 五股                     | 3.397 | 宜4線                              | 0                                                                  |
| 礁溪鄉        | 五股                     | －    | 宜2線                              | 僅設南出北入 宜2線終點                                             |
| 礁溪鄉        | －                       |       |                                    |                                                                    |
| 礁溪鄉        | 茅埔                     | －    | （地區道路）                       |                                                                    |
| 礁溪鄉        | 踏踏                     | －    | 宜6線                              |                                                                    |
| 礁溪鄉        | 踏踏                     | －    | （地區道路）                       | 0                                                                  |
| 壯圍鄉        | 抵美                     | －    | （地區道路）                       | 0                                                                  |
| 壯圍鄉        | 抵美                     | －    | 宜8線                              |                                                                    |
| 壯圍鄉        | 美城                     | 8.214 | 縣道191乙線 · 縣道192號            | 與縣道191乙線共線起點 與縣道192號共線起點                          |
| 壯圍鄉        | 宜蘭交流道               | 8.707 | 縣道191號 · 縣道191乙線／縣道192號 | 公路終點 縣道191乙線起點 與縣道191乙線共線終點 與縣道192號共線終點 |
| 共線 半套匝道 |                          |       |                                    |                                                                    |

乙線
全線均位於宜蘭縣境內。
| 壯圍鄉 | 宜蘭交流道 | 0.000 | 縣道191號 · 縣道191甲線／縣道192號 | 公路起點 縣道191甲線終點 與縣道191甲線共線起點 與縣道192號共線起點 |
| 壯圍鄉 | 美城       | －    | 縣道191甲線 · 縣道192號            | 與縣道191甲線共線終點 與縣道192號共線終點                          |
| 壯圍鄉 | 羅罕       | －    | （地區道路）                       |                                                                    |
| 宜蘭市 | 七張       | －    | 宜10線                             | 宜10線起點                                                         |
| 宜蘭市 | 七張       | －    | 宜12線                             |                                                                    |
| 宜蘭市 | －         |       |                                    |                                                                    |
| 宜蘭市 | 壯七       | －    | 宜11線                             | 宜11線起點                                                         |
| 宜蘭市 | 壯七       | －    | 台9線                              |                                                                    |
| 宜蘭市 | 壯七       | 3.942 | 台7線                              | 公路終點                                                           |
| 共線   |            |       |                                    |                                                                    |

## 沿線路名
| 主線 （無） | 甲線 - 三和路 - 玉龍路 - 美功路二段 - 大福路三段 | 乙線 - 大福路三段 - 美功路一段 - 慈雲路 - 延平路 |

## 沿線設施與景點
| 主線 - 頭城交流道（國道五號） - 宜蘭交流道（國道五號） - 羅東交流道（國道五號） | 甲線 - 頂埔車站（宜蘭線） - 宜蘭交流道（國道五號） | 乙線 - 宜蘭交流道（國道五號） - 國立宜蘭高級商業職業學校 |